# Danh sách lá cờ châu Phi
Đây là danh sách các lá cờ ở châu Phi. Các lá cờ có thể là quốc kỳ hoặc cờ chính thức của các tổ chức, đoàn thể ở châu lục này.

Đây là bản đồ ở cờ châu phi, bản của châu lục này.

## Các lá cờ quốc tế

Cờ Cộng đồng Đông PhiCờ Cộng đồng Đông Phi
Cờ Tổ chức các nước xuất khẩu dầu lửa
Cờ Liên đoàn Ả Rập

## Các quốc gia độc lập

### Hồ Lớn châu Phi

Quốc kỳ Burundi
Quốc kỳ Kenya
Quốc kỳ Rwanda
Quốc kỳ Tanzania
Quốc kỳ Uganda

### Trung Phi

Quốc kỳ Angola
Quốc kỳ Cameroon
Quốc kỳ Cộng hòa Trung Phi
Quốc kỳ Tchad
Quốc kỳ Cộng hòa Dân chủ Congo
Quốc kỳ Cộng hòa Congo
Quốc kỳ Guinea Xích Đạo
Quốc kỳ Gabon
Quốc kỳ São Tomé và Príncipe
Quốc kỳ Nam Sudan

### Sừng châu Phi

Quốc kỳ Djibouti
Quốc kỳ Eritrea
Quốc kỳ Ethiopia
Quốc kỳ Somalia

### Các đảo Ấn Độ dương

Quốc kỳ Comoros
Quốc kỳ Madagascar
Quốc kỳ Mauritius
Quốc kỳ the Seychelles

### Bắc Phi

Quốc kỳ Algérie
Quốc kỳ Ai Cập
Quốc kỳ Libya
Quốc kỳ Maroc
Quốc kỳ Sudan
Quốc kỳ Tunisia

### Nam Phi

Quốc kỳ Botswana
Quốc kỳ Lesotho
Quốc kỳ Malawi
Quốc kỳ Mozambique
Quốc kỳ Namibia
Quốc kỳ Nam Phi
Quốc kỳ eSwatini
Quốc kỳ Zambia
Quốc kỳ Zanzibar (Tanzania)
Quốc kỳ Zimbabwe

### Tây Phi

Quốc kỳ Bénin
Quốc kỳ Burkina Faso
Quốc kỳ Cape Verde
Quốc kỳ Gambia
Quốc kỳ Ghana
Quốc kỳ Guinée
Quốc kỳ Guinea-Bissau
Quốc kỳ Bờ Biển Ngà
Quốc kỳ Liberia
Quốc kỳ Mali
Quốc kỳ Mauritanie, trên trong 2017.
Quốc kỳ Niger
Quốc kỳ Nigeria
Quốc kỳ Sénégal
Quốc kỳ Sierra Leone
Quốc kỳ Togo

## Các lãnh thổ phụ thuộc

Quốc kỳ đảo Ascension (Vương quốc Liên hiệp Anh và Bắc Ireland)
Quốc kỳ the quần đảo Canary (Tây Ban Nha)
Quốc kỳ Ceuta (Tây Ban Nha)
Quốc kỳ Madeira (Bồ Đào Nha)
Không chính thức cho Mayotte (Pháp)
Quốc kỳ Melilla (Tây Ban Nha)
Quốc kỳ Réunion (Pháp)
Quốc kỳ Saint Helena (Vương quốc Liên hiệp Anh và Bắc Ireland)
Quốc kỳ Tristan da Cunha (Vương quốc Liên hiệp Anh và Bắc Ireland)

## Các quốc gia công nhận hạn chế

Quốc kỳ Somaliland
Quốc kỳ Tây Sahara

## Cựu quốc gia

Quốc kỳ Biafra (1967–1970)
Quốc kỳ Cộng hòa Benin (1967)
Quốc kỳ Katanga (1960–1963)
Quốc kỳ the liên bang Rhodesia và Nyasaland (1963–1963)
Quốc kỳ Rhodesia (1964–1968)
Quốc kỳ Rhodesia (1968–1979) Xem thêm: Danh sách cờ Rhodesian
Quốc kỳ Zimbabwe (1979)
Quốc kỳ Cộng hòa Rif (1921–1926)
Quốc kỳ Cộng hòa Dân chủ Congo
Quốc kỳ Mauritanie (1959–2017)

## Bantustan

Quốc kỳ Bophuthatswana
Quốc kỳ Ciskei
Quốc kỳ Gazankulu
Quốc kỳ KwaNdebele
Quốc kỳ KaNgwane
Quốc kỳ KwaZulu
Quốc kỳ Lebowa
Quốc kỳ QwaQwa
Quốc kỳ Transkei
Quốc kỳ Venda